# David Reece
David Reece (Norman, 10 agosto 1960) è un cantante heavy metal statunitense.

## Biografia
David Reece debuttò come cantante nei Sacred Child. Dopo due anni, si unì agli Accept, sostituendo Udo Dirkschneider dopo la breve parentesi di Rob Armitage. Con gli Accept registrò nel 1989 Eat the Heat e affrontò un tour negli Stati Uniti.
Dopo il tour, la band prende un momento di pausa, dicendo sul futuro: nel frattempo, nel 1992, Reece fondò i Bangalore Choir. A causa del calo di popolarità della musica rock negli anni 90, Reece partecipò a progetti dallo scarso riscontro commerciale, fra cui i Sircle of Silence e gli Stream con Dave Spitz al basso: cantò anche in due tracce del primo disco solista di Alex de Rosso (ex Dark Lord).

## Discografia
Da solista
- 2009 - Universal Language

Altri album
- 1987 - Sacred Child - Sacred Child
- 1989 - Accept - Eat the heat
- 1992 - Bangalore Choir - On target
- 1994 - Sircle of Silence - Sircle of Silence
- 1995 - Stream - Take It or Leave It
- 1995 - Alex de Rosso - De Rosso
- 1995 - Sircle of Silence - Suicide Candyman
- 1997 - Stream - Stream
- 2008 - Gypsy Rose - Another World